# Caso ovni de Levelland
El caso ovni de Levelland tuvo lugar en la madrugada del 2 al 3 de noviembre de 1957 en los alrededores de Levelland, una pequeña localidad de apenas 10 000 habitantes por aquel entonces del condado de Hockley, en Texas. El caso es considerado por los ufólogos como uno de los más impresionantes en la historia de los ovnis, principalmente debido a la gran cantidad de testigos involucrados en un período de tiempo relativamente corto. Sin embargo, tanto la Fuerza Aérea de los Estados Unidos como los escépticos de los ovnis describieron dicho incidente como algo racional, causado por un rayo o como consecuencia de una severa tormenta eléctrica.

## Reportes
En la tarde del 2 de noviembre de 1957, dos trabajadores agrícolas inmigrantes, Pedro Saucedo y Joe Salaz, llamaron al departamento de policía de Levelland para informar sobre un avistamiento de ovnis. Saucedo dijo al oficial de policía A.J. Fowler, que trabajaba en el turno nocturno de la estación de policía, que estaban trabajando a cuatro millas (6 km.) al oeste de Levelland cuando vieron un destello de luz azul cerca de la carretera. Afirmaron que el motor de su camioneta se paró en seco, y que un objeto con forma de cohete se acercó a la camioneta. Según Saucedo, "salté del camión y me eché a tierra porque tenía miedo. Llamé a Joe pero no salió. La cosa pasó directamente sobre mi camión con un gran sonido y una ráfaga de viento. Sonaba como un trueno y mi camioneta se sacudió por el destello... Sentí mucho calor". Cuando el objeto se alejó, el motor del camión se reinició y funcionó normalmente. Creyendo que la historia era una broma, Fowler la ignoró. Una hora después, el automovilista Jim Wheeler informó que un "objeto en forma de huevo brillantemente iluminado, de unos 200 pies de largo" estaba sobre la carretera, a cuatro millas también (6 km.) al este de Levelland, bloqueándole el camino. Afirmó que su vehículo murió y cuando salió de él, el objeto despegó y se apagaron las luces. Cuando se alejó, el auto de Wheeler se reinició y funcionó normalmente.
A las 22:55 horas, una pareja que conducía al noreste de Levelland informó que vieron un destello de luz brillante moviéndose por el cielo y sus faros y la radio se apagaron durante tres segundos. Cinco minutos más tarde, otro testigo, José Álvarez, afirmó que se encontró con un objeto extraño sobre la carretera a 11 millas (18 km.) al norte de Levelland, siendo su vehículo también víctima del apagón tecnológico. A las 0:05 horas de la noche, ya del 3 de noviembre, un estudiante de la Universidad Tecnológica de Texas llamado Newell Wright se sorprendió cuando, conduciendo a 10 millas (16 km.) al este de Levelland, su "motor de automóvil comenzó a chisporrotear, el amperímetro en el tablero saltó y luego volvió a la normalidad, y el motor comenzó a apagarse como si se hubiera quedado sin gasolina... el coche se detuvo; entonces los faros se atenuaron y varios segundos después se apagaron". Cuando salió para verificar el problema, vio un objeto con forma de huevo de "100 pies de largo" estaba posicionado sobre la carretera. Se apartó, y su el motor comenzó a funcionar nuevamente. Apenas diez minutos después de este reporte, a las 0:15, el oficial Fowler recibió otra llamada, esta vez de un granjero llamado Frank Williams, quien afirmó que había encontrado un objeto brillantemente brillante sobre la carretera, y "cuando su automóvil se acercó, las luces se apagaron y el motor se detuvo. El objeto se alejó volando, y el automóvil comenzó a funcionar como si nada". Otras personas que llamaron fueron Ronald Martin a las 0:45 horas y James Long a la 1:15; ambos informaron haber visto un objeto brillantemente iluminado en la carretera frente a ellos, y también afirmaron que sus motores y faros se apagaron hasta que el objeto fue volando.
Para entonces, varios policías de Levelland estaban investigando los informes. Entre ellos estaba el sheriff Weir Clem, que vio un objeto rojo brillante que se movía por el cielo a la 1:30 de la madrugada. Quince minutos después, en torno a las 1:45, el jefe del cuerpo de bomberos de Levelland, Ray Jones, también vio un objeto y las luces y el motor de su vehículo chisporrotearon. Los informes aparentemente terminaron poco después. Durante la noche del 2 al 3 de noviembre, el departamento de policía de Levelland recibió un total de 15 informes relacionados con los ovnis, y el oficial Fowler señaló que "todos los que llamaron estaban muy emocionados".

## Investigación de la Fuerza Aérea
Los avistamientos de Levelland recibieron una notoria cobertura en la prensa nacional, siendo prontamente investigados para incluirse en publicidad nacional, y pronto fueron investigados por el Proyecto Libro Azul. Un sargento de la Fuerza Aérea fue enviado a Levelland, y pasó siete horas en la ciudad investigando el incidente. Después de entrevistar a tres de los testigos oculares, Saucedo, Wheeler y Wright, y tras enterarse de que en la zona había habido importantes tormentas eléctricas en dicha jornada, el investigador de la Fuerza Aérea concluyó que a consecuencia de dicha tormenta eléctrica, muy probablemente lo que podían haber presenciado hubiera sido un rayo de dimensiones desconocidas, con un brillo inusual, o incluso pudieron ser fuegos de San Telmo, a consecuencia de una descarga de efecto corona electroluminiscente provocada por la ionización del aire dentro del fuerte campo eléctrico que originan dichas tormentas eléctricas.
Según el historiador de ovnis Curtis Peebles, "la Fuerza Aérea encontró solo tres personas que habían presenciado la 'luz azul'... no había una descripción uniforme del objeto". Además, el Proyecto Libro Azul creía que "no se podía confiar en la versión dada por Saucedo: sólo tenía la educación primaria y no tenía un concepto de dirección y estaba en conflicto en sus respuestas... en vista de las condiciones climáticas tormentosas, un fenómeno eléctrico, como los rayos de bolas o el fuego de San Telmo, parecía ser la causa más probable". Los fallos del motor mencionadas por los testigos se atribuyeron a "circuitos eléctricos mojados". Donald H. Menzel, un escéptico prominente del fenómeno ovni, estuvo de acuerdo con la explicación de la Fuerza Aérea: "los testigos del fenómeno se quejaron de que, dado que [el investigador de la Fuerza Aérea] había pasado solo siete horas en el área, obviamente no se había tomado el problema en serio y no podía encontró la solución correcta. Incluso setenta horas de trabajo, sin embargo, no podrían haber producido una imagen más clara... la evidencia conduce a una probabilidad abrumadora: lo ardientemente desconocido en Levelland era un relámpago".
Menzel argumentó que "en Levelland en la noche del 2 de noviembre las condiciones eran ideales para la formación de un rayo con una forma tan estrambótica como el de una pelota. Durante varios días el área había estado experimentando un clima extraño, y en la noche en cuestión había caído abundante lluvia, había tormentas eléctricas, con truenos y relámpagos por doquier". Menzel admitió que "dado que los rayos de bolas son de corta duración y no se pueden preservar como evidencia tangible, su aparición en la noche del 2 de noviembre nunca se puede probar de manera absoluta". Sin embargo, también argumentó que "solo los defensores del platillo volante podrían haber convertido una serie de eventos tan triviales (algunos automóviles parados, bolas de fuego en el cielo al final de la tormenta) en un misterio nacional".

## Investigación de los ufólogos
Dos ufólogos estadounidenses, el físico James E. McDonald y el astrofísico J. Allen Hynek, cuestionaron la explicación de los relámpagos y tormentas eléctricas dadas por la Fuerza Aérea. Ambos argumentaron que no había tormenta eléctrica en el área cuando ocurrieron los avistamientos. En testimonio ante un comité de la Cámara de Representantes de los Estados Unidos en 1968, McDonald dijo que "hubo un famoso caso [OVNI] en Levelland (Texas)... diez vehículos fueron detenidos en un área corta, todos de forma independiente en un período de 2 horas. No hubo relámpagos ni tormentas eléctricas, y sólo un rastro de lluvia".
Hynek escribió que "como la persona responsable del seguimiento del nuevo satélite soviético Sputnik, estaba en una tarea virtual las 24 horas y no pude prestarle atención. Hoy no estoy orgulloso de haber coincidido apresuradamente en la evaluación [de la Fuerza Aérea] como 'relámpago' sobre la base de la información de que una tormenta eléctrica había estado en curso en el área de Levelland en ese momento. Se demostró que este no era el caso. Los observadores informaron de un tiempo nublado y con niebla, pero sin un rayo". Hynek también señaló que "si hubiera dado ningún pensamiento en absoluto, pronto habría reconocido la ausencia de cualquier evidencia de que el rayo globular puede dejar de coches y apagar los faros". Ambos ufólogos también argumentaron en contra de la investigación oficial que el responsable al mando enviado por la Fuerza Aérea no entrevistó a nueve de los quince testigos, ni fueron mencionados en el informe final del Libro Azul sobre el incidente.
Además de los casos reportados por Levelland, lo que se desconoce a día de hoy es si los archivos del Libro Azul también documentaron otros casos observados en las mismas fechas en otros puntos bastantes cercanos a Levelland. El 2 de noviembre se notificó de un avistamiento en Amarillo (Texas); el día 3 se reportaron tres encuentros en Abilene (en Texas) y en White Sands (en Nuevo México). Un tercer reporte de objetos volantes se notificó, en ambos días, entre Clovis (Nuevo México) y Midland (Texas).